# Volksbank

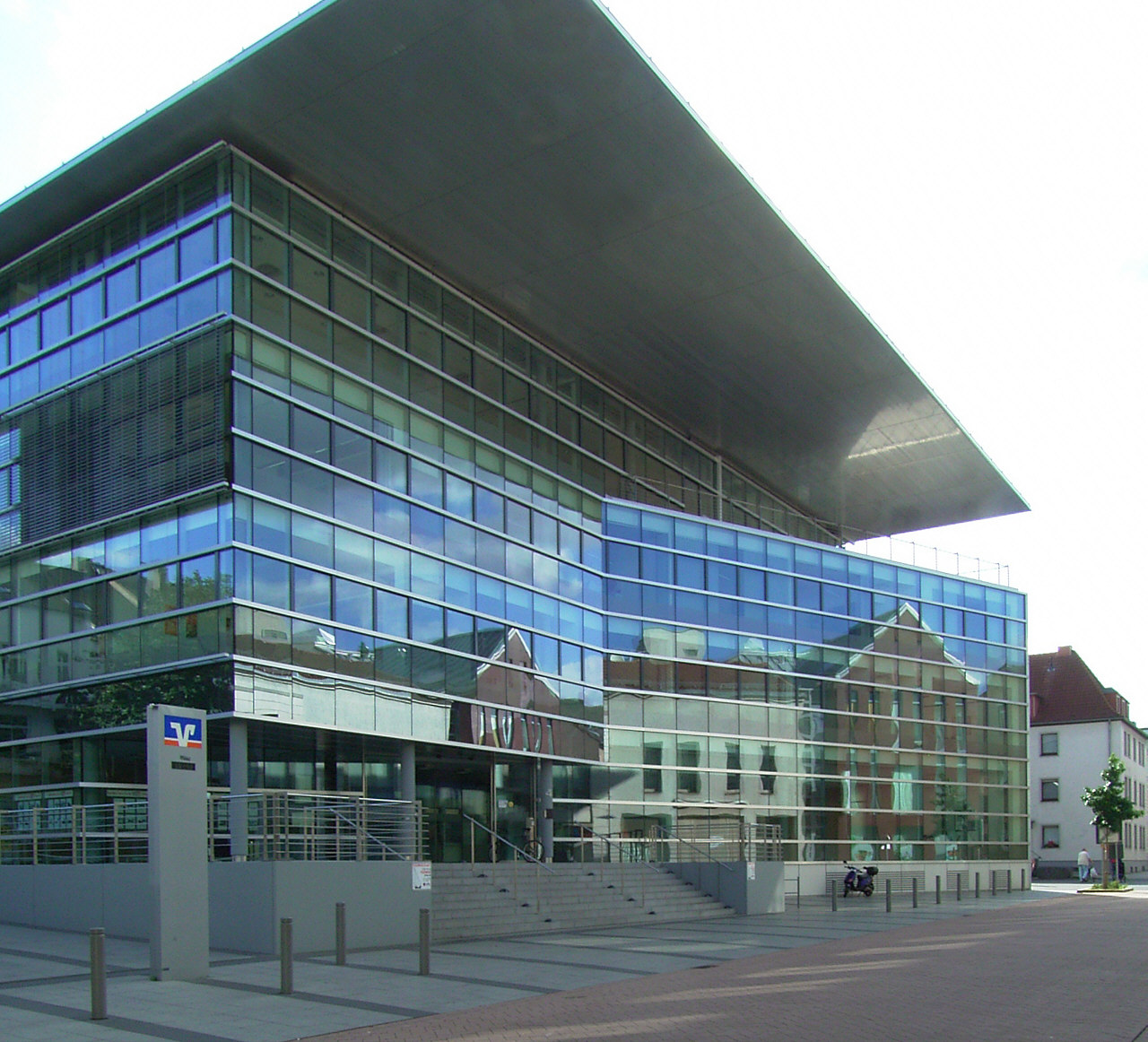
Un des sites allemands de Volksbank.

Volksbank est un groupe bancaire basé à Vienne en Autriche. Il est présent principalement en Europe centrale. 
Actuellement, Volksbank est présent dans les pays suivants : Autriche, Allemagne, Bosnie-Herzégovine, Croatie, République tchèque, Hongrie, Malte, Roumanie, Serbie, Slovaquie, Slovénie et Ukraine. 

## Histoire
En 2011, Volkbank a été racheté par Sberbank pour entre 585 et 645 millions d'€[réf. nécessaire].
En octobre 2014, Volkbank a échoué avec 24 autres banques aux tests de résistances de la banque centrale européenne et de l'autorité bancaire européenne.

## Sources
- (en) Cet article est partiellement ou en totalité issu de l’article de Wikipédia en anglais intitulé « Volksbank » (voir la liste des auteurs).